# تک اغاج
تک اغاج یک روستا در ایران است که در استان زنجان واقع شده‌است. تک اغاج ۱۷۳ نفر جمعیت دارد.